# FLARY
Flary Martin, občanským jménem Martin Fiřt (* 12. srpen 1980, Kadaň) je český režisér, herec, moderátor, malíř a pokerový hráč.

## Život
Narodil se a vyrůstal v Kadani, kde studoval na všeobecném gymnáziu. Poté dálkově dostudoval i FTVS na Univerzitě Karlově a posléze se věnoval studiu režie na FAMO.
V roce 2005 byl účastníkem reality show Bar vysílané přes léto na TV Prima.
Hraje poker a stal se jediným dvojnásobným vítězem České pokerové tour Masters.

## Herectví
Od dětství se věnoval divadlu, studiu hry na housle a kytary v lidové škole umění. Asi půl roku byl také členem amatérského pěveckého sdružení. Jednu sezónu byl hostem na Švandově divadle. Ztvárnil asi dvě desítky rolí v reklamách (např. Budweiser Budvar, Albixon nebo Otrivin). Hrál ve videoklipu ke skladbě Surprise od Pavla Šporcla.